# 李元護
李元护（452年—502年），辽东郡襄平县（今辽宁省辽阳市）人，南北朝时期军事人物，李怀庆之子。

## 生平
北魏平定山东地区后，李元护跟随父亲逃往江南。成年后，他身高达八尺，胡须秀美，擅长武艺，力气过人。在南朝齐历任馬頭郡太守、后军将军、龙骧将军等职。北魏孝文帝率军抵达钟离时，李元护作为齐朝徐州刺史萧惠休的使者，面见了魏孝文帝。后来，他在裴叔业麾下担任司马，同时兼任汝阴郡太守。景明元年（500年），裴叔业计划归顺北魏，李元护对此表示赞同。裴叔业患病后，李元护统领其部众，等待北魏援军的到来。之后，他归顺北魏，出任辅国将军、齐州刺史，被封为广饶县开国伯。齐州百姓柳世明反魏时，李元护前往历城，诛杀了参与反乱的人。当时齐州遭遇持续饥荒，民众困苦不堪，但李元护无法制止军队的横暴行为，作为刺史没能留下治理功绩。景明三年（502年）夏，李元护去世，享年五十一岁。朝廷追赠平东将军、青州刺史。

## 家庭

### 兄弟姐妹
- 李静，北魏前将军、天水郡太守

### 子女
- 李会，北魏宣威将军、给事中、广饶县子
- 李機，与房氏私通